# Konstantin Fiedin
Konstantin Aleksandrowicz Fiedin (ros. Константин Александрович Федин; ur. 12 lutego?/24 lutego 1892 w Saratowie, zm. 15 lipca 1977 w Moskwie) – rosyjski pisarz, autor utworów o problemach wrażliwej i samotnej jednostki, uwikłanej w sprzeczności współczesnego świata, Bohater Pracy Socjalistycznej (1967). W latach 1959–1977 przewodniczący Związku Pisarzy ZSRR. W 1921 roku dołączył do grupy literackiej o nazwie Bracia Serafiońscy.

## Życiorys
Urodził się 12 lutego?/24 lutego 1892 roku w Saratowie w rodzinie właściciela sklepu papierniczego. Od dzieciństwa interesował się pisarstwem. Nie chcąc iść w ślady ojca, parę razy uciekł z domu, chociaż w 1911 roku wstąpił do Moskiewskiego Instytutu Handlu. W 1914 roku został wysłany do Niemiec, by podszkolić swój język niemiecki. W początkowej fazie I wojny światowej, dalej znajdował się na terenie cesarstwa i jako jeniec miał prawo mieszkać i pracować w różnych miastach (był m.in. aktorem).
Powróciwszy do Rosji pod koniec 1918 roku, trafił do Syzrania w guberni symbirskiej (obecnie obwód samarski). W lutym 1919 roku zorganizował i był redaktorem gazety „Otkliki”, współpracował też z czasopismami: „Izwiestija Syzranskich Sowietow”, „Ałyj put'”, „Syzranskij kommunar”. W Syzraniu napisał pierwsze opowiadania: Sczastje i Diadia Kisiel – drugi utwór dostał nagrodę w Moskwie w konkursie „ROSTA” i został dostrzeżony przez Maksima Gorkiego.
Miasto Syzrań dał pisarzowi obszerny materiał na kolejne utwory. W powieści Miasta i lata stary Syzrań odzwierciedlony jest w wymyślonym przejezdnym mieście Siemidoł. Napisane w 1921 roku opowiadanie Sad również jest naszpikowane wrażeniami z miasta. Wydarzenia z powieści Niezwykłe lato rozgrywają się na rzece Wołga w 1919 roku.

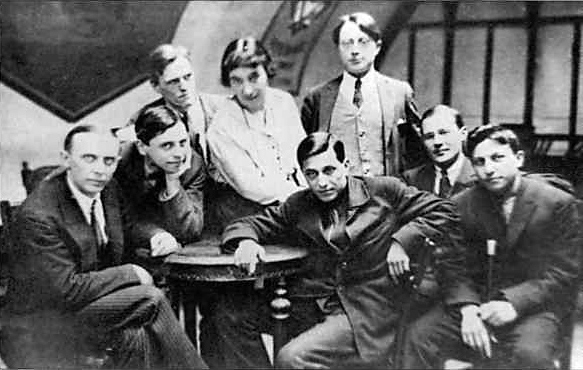
Bracia Serafiońscy. Od lewej: Fiedin, Słonimski, Tichonow, Połonska, Nikitin, Zoszczenko, Gruzdiew i Wieniamin Kawierin

W 1921 roku był członkiem grupy Bracia Serafiońscy w Piotrogrodzie (przemianowanym niedługo na Leningrad). Wrażenia z zagranicy i program tej grupy, zwłaszcza aktualna dla tych czasów polemika na temat inteligentów w rewolucji, określiły w głównej mierze charakter pierwszej i najbardziej znanej powieści Fiedina Miasta i lata. Pisarz żył w Leningradzie na prospekcie Wołodarskiego 33 do roku 1937, potem przeniósł się do Moskwy.
W 1927 roku wziął udział w stworzeniu grupowej powieści Bolszyje pożary, publikowanej w gazecie „Ogoniok”.
W latach 1933–1935 pracował nad pierwszą w historii literatury radzieckiej powieścią polityczną Pochiszczenije Jewropy. W powieści Sanatorium „Arktur” wykorzystał motyw „czarodziejskiej góry” Tomasza Manna w celach propagandowych, czy przeciwstawić ze sobą „zdrowy” ZSRR ze „zgniłym” Zachodem.
W 1958 roku został mianowany członkiem Akademii Nauk ZSRR, a w 1959 przewodniczącym Związku Pisarzy ZSRR (do 1977 roku). W 1958 został akademikiem Akademii Nauk ZSRR. Od 1962 był deputowanym do Rady Najwyższej ZSRR od 6 do 9 kadencji.
Karierę literacką zakończył klasyką literatury radzieckiej – trylogią Pierwsze porywy (1945), Niezwykłe lato (1947) i Ognisko (1961).
Zmarł 15 lipca 1977 roku, został pochowany na Cmentarzu Nowodziewiczym w Moskwie.

## Odznaczenia i nagrody
- Medal Sierp i Młot Bohatera Pracy Socjalistycznej (23 lutego 1967)
- Order Lenina (czterokrotnie)
- Order Rewolucji Październikowej
- Order Czerwonego Sztandaru Pracy (dwukrotnie – 31 stycznia 1939 i 25 lutego 1952)
- Nagroda Stalinowska (1949)

## Wybrana twórczość
Powieści
- 1922–1924 – Miasta i lata[4] (ros. Города и годы) – polskie tłumaczenie Jan Barski
- 1928 – Bracia[5] (ros. Братья)
- 1934–1935 – Pochiszczenije Jewropy (ros. Похищение Европы)
- 1940 – Sanatorium „Arktur”[6] (ros. Санаторий „Арктур“)
- 1945 – Pierwsze porywy[7] (ros. Первые радости)
- 1947 – Niezwykłe lato[8] (ros. Необыкновенное лето)
- 1961 – Ognisko[9] (ros. Костёр)

Opowiadania
- 1921 – Sad (ros. Сад)
- 1925:
  - Transvaal (ros. Трансвааль)
  - Poranek w Wiaźnym (ros. Утро в Вяжном)
  - Mużyki (ros. Мужики)
- 1930 – Starzec (ros. Старик)
- 1937:
  - Byłem aktorem (ros. Я был актером)
  - Cisza[11] (ros. Тишина)
  - Koniec świata
  - Opowiadanie w formie listów
  - Sczast'je (ros. Счастье)
  - Diadia Kisiel (ros. Дядя Кисель)
  - Norwieżcy (ros. Норвежцы)
  - Mieloczy (ros. Мелочи)
  - Anna Timofiewna (ros. Анна Тимофевна)
  - Rasskaz ob odnom utrie (ros. Рассказ об одном утре)
  - Narowczatskaja chronika (ros. Наровчатская хроника)

Dramaty
- 1942 – Ispytanije czuwstw (ros. Испытание чувств)

Wspomnienia
- 1941–1968 – Gor'kij sriedi nas (ros. Горький среди нас)
- 1957 – Pisatiel, iskusstwo, wriemia (ros. Писатель, искусство, время)